# Herb Frankfurtu nad Menem

Herb Frankfurtu nad Menem

Herb Frankfurtu nad Menem funkcjonujący w tej formie od 1936 r. przedstawia srebrnego jednogłowego orła w złotej koronie, ze szponami i dziobem w barwach złotej i szarej, zwrócony w prawo na czerwonym tle. Orzeł nawiązuje do cesarskiego orła z XIII wieku, orzeł z koroną symbolizuje uzależnienie od Rzeszy (cesarskie miasto, Reichsstadt). Pierwszy raz użyto go w tej formie w 1540 na znaku papierni z Bonames.